# 백대웅
백대웅(白大雄, 1943년 ~ 2011년)은 대한민국의 국악 작곡가이다. 한국예술종합학교(韓國藝術綜合學校) 전통예술원(傳統藝術院) 교수. 전남 광주(光州) 출생.
1966년 서울대 음대 국악과 및 1981년 동 대학원 국악과를 졸업했고, 1966~1971년 해병대 사령부 군악대장, 1971~1984년 KBS FM부 차장을 역임했으며 1984년 전남대(全南大) 예대 교수로 임용되었다. 1987~1997년 중앙대(中央大) 음대 교수와 음대학장을 지냈으며, 1998년부터 한예종 전통예술원 원장을 지냈다.
저서로 『한국전통음악의 선율구조』(1982)· 『중고생을 위한 음악강의』(1987)·『인간과 음악』(1992)· 『판소리 다섯마당 눈대목』(1992)· 『재개정판 한국전통음악의 선율구조』(1995)· 『다시보는 판소리』(1996)· 『오음음계의 시창과 청음』(1999)이 있다.

## 학력사항
~1981 서울대학교 대학원 국악 석사
~1966 서울대학교 국악 학사
~1961 광주제일고등학교

## 경력사항
2011.3~2011.8 한국예술종합학교 명예교수
1999 문화관광부 문화재위원회 제4분과 무형문화재 위원
1998~2001 한국예술종합학교 전통예술원 초대 원장
1998~2008 한국예술종합학교 전통예술원 교수
1997~1998 중앙대학교 음악대학 학장
1987~1998 중앙대학교 음악대학 한국음악과 교수
1984~1987 전남대학교 예술대학 국악과 조교수
1971~1983 KBS 프로듀서